# Kanał Wrocławski

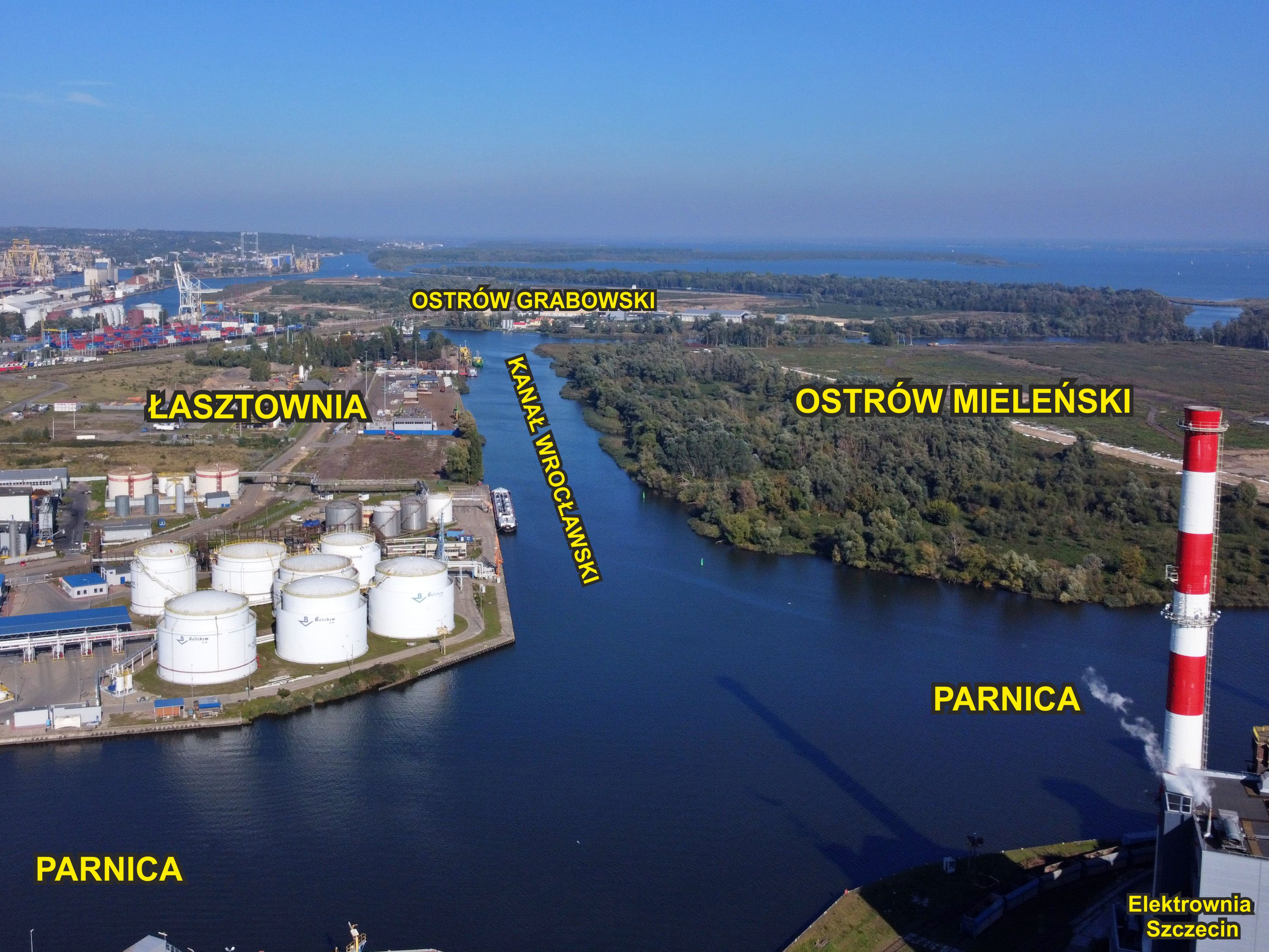
Kanał Wrocławski - widok od strony południowej (zdjęcie z objaśnieniami)

Kanał Wrocławski (do 1945 niem. Dunzig-Parnitz-Kanal, po 1945 Kanał Przemysłowy) – kanał wodny w Szczecinie w Dolinie Dolnej Odry na Międzyodrzu, w woj. zachodniopomorskim. Jest częścią akwatorium portu morskiego w Szczecinie. 
Oddany do eksploatacji w 1895 roku. Łączy środkową Parnicę z Duńczycą oraz Basenem Cichym i rozdziela Łasztownię od Ostrowa Mieleńskiego. Kanał ma długość około 1100 m, szerokość 80–100 m.
Według informacji Urzędu Morskiego w Szczecinie statki powinny trzymać się jego zachodniego brzegu, ponieważ na całej długości wzdłuż wschodniego brzegu ciągnie się nieoznakowana mielizna o szerokości około 30 m, nad którą głębokości nie przekraczają 3,0 m.
W 1949 roku zmieniono urzędowo rozporządzeniem poprzednią niemiecką nazwę – Dunzig-Parnitz-Kanal, na polską nazwę – Kanał Przemysłowy.